# Kostel svatého Prokopa (Hořiněves)
Kostel svatého Prokopa je římskokatolický neorientovaný filiální, bývalý farní kostel v Hořiněvsi. Patří do římskokatolické farnosti - děkanství Holohlavy.

## Historie
Počátky kostela se datují od roku 1384, původně gotický kostel byl roku 1425 vypálen a zničen husity. Nynější barokní kostel byl vystaven na původním místě hrabětem Ferdinandem Leopoldem Šporkem roku 1707. Okolo kostela byl původně hřbitov používaný až do roku 1836, kdy byl založen hřbitov nový. V roce 1922 byla vrchní část věže sražena při bouři, padla na střechu a prorazila strop. Pak spadla na východ starého hřbitova. O dva roky později byl kostel opraven včetně věže a hodin, které dostaly nové číselníky.

## Architektura
Jednolodní neorientovaná stavba s hranolovou věží v čele a půlkruhovým závěrem. V okolí kostela jsou hroby a pomníky z roku 1866, z bitvy prusko-rakouské války. Památkou na bitvu jsou i dělové projektily, zazděné ve zdech kostela.

## Bohoslužby
Pravidelné bohoslužby se konají v neděli ve 14.00.